# Kelemen Hunor
Kelemen Hunor (Karcfalva, 1967. október 18. –) romániai magyar író, költő, újságíró, politikus, volt kulturális államtitkár, az RMDSZ elnöke, majd államfőjelöltje a 2009-es romániai elnökválasztáson. A 2009. december 23-án Emil Boc vezetésével megalakult kormány művelődési minisztere. 2011. február 26. óta az RMDSZ elnöke.
Kelemen Hunor nős, felesége Czézár Éva, akivel 2012. július 7-én kötött házasságot Csíkkarcfalván. 2014. március 5-én a Harmadik Ponta-kormány művelődésügyi minisztere és miniszterelnök-helyettese lett.

## Életpályája

### Az indulás
1967. október 18-án született Csíkkarcfalván. Az általános iskolát Csíkjenőfalván, az öt-nyolc osztályt Csíkkarcfalván járta. Hokizott az iskola csapatában, és – saját bevallása szerint – egyik kedvenc szórakozása volt gyerekkori barátaival eljátszani az indiánregények világát és Nyilas Misi életét.

### Marosvásárhely, Kolozsvár
Tanulmányait Marosvásárhelyen folytatta, ahol – ahogy erről később vall – szerencsésen átesett az összes „kamaszbetegségen”: „akkor még hosszú volt a hajam, szűk volt a farmerem és kemény rockot hallgattam éjjel-nappal”.
Az állatorvosi egyetem elvégzésével gyerekkori vállalását teljesíti, az agrártudományi egyetemen 1993-ban szerzett diplomát. Az irodalmat már gyerekkorában megszerette, filozófiával állatorvos diákként kezdett el foglalkozni. 1993-ban felvételizett a Babeș–Bolyai Tudományegyetem filozófia szakára, ahol 1998-ban diplomázott.

### 1989 után
1989-ben társalapítója a Jelenlét című kulturális folyóiratnak, főszerkesztő-helyettesként egyik vezetője. A befutott politikus így emlékszik erre az időszakra: „Érdekes kaland volt, először szembesültem azzal, hogy hétről hétre nem csak lapot kell szerkeszteni és azt a piacon el kell tudni adni, de a csapat fizetését is elő kell teremteni.”
1990-ben a kolozsvári közszolgálati rádió kulturális és politikai műsorainak szerkesztője, közben meg a Korunk kulturális folyóirat munkatársa. Mindeközben irodalmi kört szervez barátaival, aktív tagja a Serény Múmia és Előretolt Helyőrség, még újnak számító, kezdeményezéseknek.
1994-ben Látó-nívódíj elismerésben részesül.

### A politikában
1997-ben az RMDSZ képviseletében a román kulturális minisztérium államtitkára lesz. 2000-től az RMDSZ Hargita megyei parlamenti képviselőjeként a kulturális, művészeti és tömegtájékoztatási állandó bizottságának tagja, 2005-től pedig a képviselőház házbizottságában az RMDSZ képviselője.
2007. június 9-étől az RMDSZ ügyvezető elnöke. Az európai parlamenti és önkormányzati választási kampányok lebonyolításában oroszlánrészt vállal, mint ügyvezető elnök, de úgy is, mint kampányfőnök.
2009. június 27-én az RMDSZ Szövetségi Képviselők Tanácsa úgy döntött, hogy Kelemen Hunor a megfelelő jelölt a magyarság számára a november 22-i államelnök-választáson. Ott 372 764 szavazattal (3,83%) az ötödik helyen végzett.
2009. december 23-tól a második Boc-kormány művelődési minisztere. 2011. február 26-án az RMDSZ nagyváradi kongresszusán abszolút többséggel megválasztották az RMDSZ új elnökének. 2012. februárjában, az újonnan megalakult Ungureanu-kormányban ismételten a művelődési tárcát kapta.
2014 márciusában, a harmadjára átalakult Ponta-kormány művelődési minisztere, és egyben miniszterelnök-helyettes lett.
2020. december 23-tól a Cîțu-kormány miniszterelnök-helyettese. Tisztségét 2023. június 15-ig töltötte be, amikor a miniszterelnökcserével párhuzamosan futó tárgyalások után az RMDSZ kikerült a kormányból.

## Irodalmi munkássága
- Minuszévek (versek, Kriterion, 1995) – szövege a MEK-en – 1996-ban debüt-díj a Romániai Írószövetségtől
- A madárijesztők halála. Kisregény; Mentor, Marosvásárhely, 1998 – szövege a MEK-en
- Szigetlakó. Versek; Pallas Akadémia, Csíkszereda, 2001 – szövege a MEK-en
- Versek / Poezii; románra ford. Şerban Foartă, Ildiko Foarţă; AB-art–Dellart, Bratislava–Cluj-Napoca [Kolozsvár], 2010